# Dreschhoff Peak
Dreschhoff Peak är en bergstopp i Antarktis. Den ligger i Östantarktis. Nya Zeeland gör anspråk på området. Toppen på Dreschhoff Peak är 2 020 meter över havet.
Terrängen runt Dreschhoff Peak är huvudsakligen kuperad, men västerut är den platt. Trakten är obefolkad. Det finns inga samhällen i närheten. 